# Москиты
Моски́ты (лат. Phlebotominae) — подсемейство длинноусых двукрылых насекомых комплекса гнуса. Распространены преимущественно в тропиках и субтропиках. В отличие от комаров, личинки москитов развиваются во влажной почве, а не в воде. Включает несколько родов, в частности, Phlebotomus и Sergentomyia в Старом Свете и Lutzomyia в Новом Свете, в которые включается в общей сложности более 700 видов. Представители этих родов являются переносчиками заболеваний между людьми и животными, в частности — лейшманиозов, бартонеллёза, лихорадки паппатачи (москитная лихорадка). Укусы москитов вызывают флеботодермию.
Русское название заимствовано в первой половине XIX века из испанского языка, где mosquito — производное от mosca «муха», буквально — «маленькая мушка».

## История
Москиты — относительно древние насекомые, вероятное время их возникновения относят к нижнему меловому периоду. Первое описание самца неизвестного рода было опубликовано в Риме Филиппо Бонанни в 1691 году. Типовой вид, Phlebotomus papatasi, был описан Скополи в 1786 г., однако связь между москитами и заболеваниями людей была известна и раньше: ещё в 1764 г. испанский врач Косме Буэно опубликовал книгу о народных представлениях про передачу лейшманиоза и бартонеллёза в Перуанских Андах, где указал, что местное население связывает возникновение этих болезней с укусами мелких насекомых, называемых «uta».

## Морфология
Размер — 1,5—2 мм, редко превышает 2,5 мм, цвет варьирует от почти белого до почти чёрного. Ноги и хоботок довольно длинные. У москитов три отличительных характеристики: в покое крылья подняты под углом над брюшком, тело покрыто волосками, перед укусом самка обычно совершает несколько прыжков по хозяину, прежде чем впиться в него. Передвигаются обычно короткими прыжками, летают плохо, скорость полёта обычно не превышает 4 см/с.

## Биология развития
Как и у всех прочих двукрылых насекомых, у москитов четыре фазы развития: яйцо, личинка, куколка, имаго. Москиты обычно питаются естественными сахарами — соком растений, тлиной падью, но для созревания яиц самкам требуется кровь. Количество приёмов крови может отличаться в зависимости от вида. Время созревания яиц зависит от вида, скорости переваривания крови и температуры окружающей среды; в лабораторных условиях — обычно 4—8 суток. Яйца откладываются в места, благоприятствующие развитию преимагинальных стадий. К преимагинальным стадиям относятся яйцо, три (или четыре) личиночных стадии и куколка. Исследования, проведённые на Ph. papatasi и Lu. longipalpis показали, что самок привлекает гексанол и 2-метил-2-бутанол, выделяющиеся из куриного и кроличьего помёта, а к откладыванию яиц стимулирует наличие кладки яиц того же рода. Места выплода москитов изучены недостаточно, но известно, что личинки у них, в отличие от большинства бабочниц, не водные, а из наблюдений за лабораторными колониями можно заключить, что основные требования к месту выплода — влажность, прохлада и наличие органических веществ. В засушливых зонах Старого Света москиты живут и размножаются в норах грызунов или в трещинах почвы.

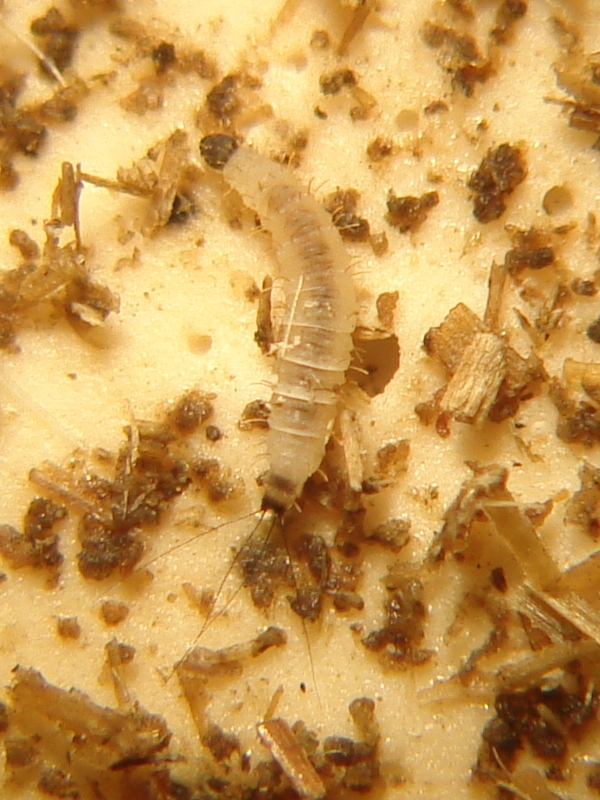
Личинка Lutzomyia longipalpis.

Для большинства палеарктических видов характерна диапауза, в которую впадают личинки в четвёртой стадии. В мае—июне личинки окукливаются примерно в одно и то же время, и взрослые насекомые появляются сразу в больших количествах.
Личинкам необходима жидкая вода — помещённые в пробирку с водой так, чтобы они оставались над уровнем воды, непосредственно с ней не контактируя, они погибают в течение 24 часов. Поскольку личинки большинства бабочниц водные, можно предположить, что личинки москитов приспособились существовать во влажной почве. Яйца москитов могут длительное время выживать в воде, личинки могут проклёвываться в воде и жить в ней до пяти суток (первая стадия). Четвёртая стадия выживает в воде до 14 суток. После извлечения из воды они могут нормально развиваться дальше.
Большинство москитов активны в сумеречное и ночное время. В отличие от комаров, они летают бесшумно. Итальянское название москита, давшее название типовому виду — «паппа тачи» — означает «кусает молча».

## Ареал
Москиты обитают преимущественно в тёплых краях, но северная граница их ареала проходит чуть севернее 50° северной широты в Канаде и немного южнее пятидесятой параллели в северной Франции и Монголии. К югу москиты встречаются до 40° южной широты. Москиты не обнаружены в Новой Зеландии и на островах Тихого океана. Москиты встречаются в диапазоне высот от ниже уровня моря (долина реки Иордан и Мёртвое море) до 3300 м над уровнем моря в Афганистане. На территории бывшего СССР москиты изобилуют во влажных субтропиках черноморского Кавказа. Особенно много их в Колхидской низменности Грузии и Абхазии. В России встречаются в районе Сочи. Также встречаются на территории Казахстана.

## Палеонтология
Древнейшие достоверные находки москитов известны из мелового ливанского янтаря. Также подсемейство известно из испанского, бирманского, балтийского, доминиканского и мексиканского янтарей.